# Giulio Sabino
Giulio Sabino (in latino Iulius Sabinus; ... – 79) è stato un condottiero gallo che si rivoltò contro l'Impero romano durante la rivolta batava (69-70).

## Rivolta
Membro della tribù dei Lingoni, partecipò nel 70, assieme al treviro Giulio Tutore, alla rivolta di Giulio Classico contro i Romani, nelle province di Germania superiore e inferiore, che rientrava nella più ampia rivolta dei Batavi. Il motivo della sua rivolta fu una ambizione fomentata non solo dalla sua vanità, ma anche dalla pretesa di essere un discendente di Gaio Giulio Cesare per parte di sua nonna: richiese infatti che i suoi uomini lo chiamassero Caesar.
Al comando di un grosso corpo di irregolari lingoni, Sabino attaccò i Sequani, che avevano rigettato la proposta dei capi della rivolta di insorgere contro i Romani assieme alle altre popolazioni gallo-germaniche. Nella battaglia che ne derivò Sabino fu però sconfitto e messo in fuga.
Sabino si rifugiò in una villa di sua proprietà: nascostosi nei sotterranei, diede fuoco alla villa distruggendola, facendo così credere di essere morto nell'incendio. Rimase nascosto per nove anni grazie ai propri amici ed alla propria moglie, Epponina o Peponila, ma fu infine catturato e portato a Roma, dove fu messo a morte per ordine dell'imperatore Vespasiano.

## Giudizio sulla rivolta
La rivolta di Sabino, sebbene intrecciata con quella di Civile e dei suoi Batavi, ebbe delle caratteristiche differenti. Mentre i Batavi erano rimasti una popolazione "barbara", anche se con contatti con i Romani che arrivavano a fornire numerose unità di combattenti, i Lingoni erano profondamente romanizzati. Questa differenza fece sì che i Batavi si appellassero alle altre popolazioni gallo-germaniche proponendo di liberarsi dal giogo romano; al contrario, l'intenzione di Sabino e Tutore era quella di formare un impero che fosse la continuazione di quello romano, che sembrava prossimo alla caduta.